# Паперня (Гродненская область)
Паперня (белор. Паперня) — деревня в Ваверском сельсовете Лидского района Гродненской области Белоруссии.

## Топонимика
«Паперня» в переводе с белорусского языка означает «Бумажная фабрика».

## Географическое положение
Расположена в 23 км к юго-западу от города Лида, в 77 км к востоку от Гродно, в 102 км к юго-западу от Вильнюса.

## История
По письменным источникам известна с конца XVIII века как имение Костровицких. После 3-го раздела Речи Посполитой в 1795 году — в Лидском уезде (в 1795—1797 годах — Слонимского наместничества, в 1797—1801 годах — Литовской губернии, в 1801—1843 годах — Гродненской губернии, в 1843—1917 годах — Виленской губернии Российской империи. В 1920—1939 годах — в составе Польши. С января 1940 года — в Ваверском сельсовете Лидского района Барановичской (с 1944 года — Гродненской) области Белорусской ССР (с 1991 года — Республики Беларусь).

## Наследие
До Первой мировой войны в Паперне стоял дворец в стиле классицизма.
Парк занимал несколько десятков гектаров, был огорожен забором из ажурного кирпича с высокими, каменными и оштукатуренными столбами. К въездным воротам вела аллея из старых клёнов. Перед Дворцом — между воротами и конюшней-имелся большой, на несколько гектаров, газон. Между дворцом и ставом росли берёзы, стояла каменная мельница. На этом месте когда-то была фабрика бумаги, от которой и получила название местность.